# 帕斯格许特路旁鲁斯巴赫
帕斯格许特路旁鲁斯巴赫是奥地利萨尔茨堡州哈莱因县的一个市镇。总面积34.01平方公里，总人口800人，人口密度23.5人/平方公里（2005年）。